# Alpha Bank Srbija Beograd
Alpha Bank Srbija Beograd est une banque serbe dont le siège est situé à Belgrade.
Alpha Bank Srbija Beograd est une filiale de la banque grecque Alpha Bank.

## Histoire
Le 26 janvier 2005, Alpha Bank a acheté 88,64 % des actions de la banque serbe Jubanka. En juin 2005, son nom a été changé en Alpha Bank Beograd.

## Activités
Alpha Bank Srbija offre des services aux particuliers : comptes courants, comptes épargne, cartes de paiement, prêts, banque électronique etc. Elle s'adresse également aux moyennes et aux grandes entreprises et propose des services de courtage.

## Données financières
Le capital d'Alpha Bank Srbija est détenu à 100 % par la banque grecque Alpha Bank.